# 부기리구

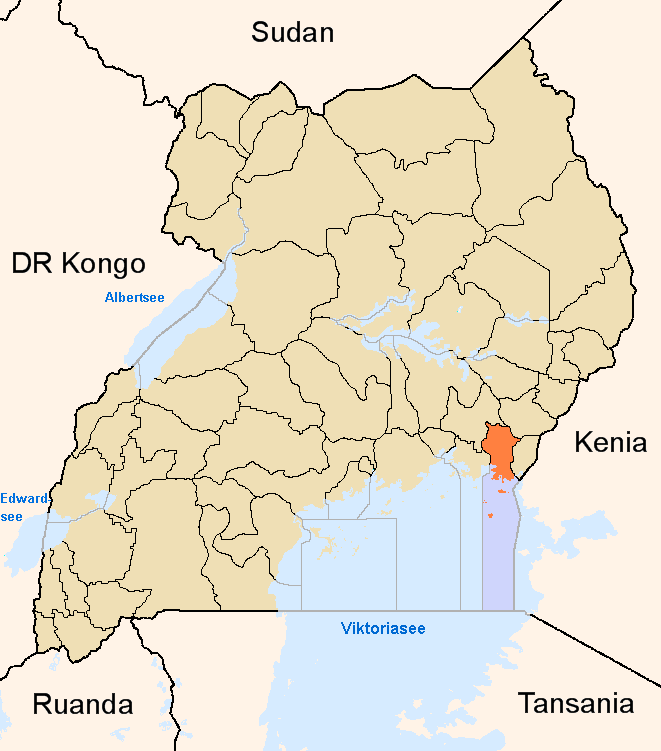
부기리 구의 위치

부기리구(Bugiri)는 우간다 남동부에 위치한 구로, 행정 중심지는 부기리이며 면적은 5,700.93km2, 인구는 412,395명(2002년 인구 조사 기준)이다. 구 남쪽으로는 빅토리아호와 맞닿아 있다.
행정 구역상으로는 동부 주에 속하며 1개 군(부콜리 군)을 관할한다. 서쪽으로는 마유게 구, 북쪽으로는 나무툼바 구와 부탈레자 구, 북동쪽으로는 토로로 구, 동쪽으로는 부시아 구, 남쪽으로는 빅토리아호와 접한다.

## 같이 보기
- 동부주 (우간다)
- 우간다의 행정 구역